# Johann Jacob Wissenbach
 (octobre 2024).
Johann Jacob Wissenbach (né le 8 octobre 1607 à Fohnhausen, mort le 16 février 1665 à Franeker) est un juriste allemand.

## Biographie
Wissenbach est le fils du pasteur Wissenbach. Son père l'envoie à l'école latine de Dillenburg, dirigée par Philipp Textor. Il est ensuite élève de l'académie de Herborn, où il étudie particulièrement la théologie. Ses professeurs sont Johannes Piscator (de), Johann Heinrich Alsted et Georg Pasor. En raison de sa voix faible, il se tourné vers le droit à Herborn. Comme Pasor, il va à l'université de Franeker. Là, il devient l'élève de son oncle, le professeur de droit Justus Reifenberg (de), en 1627. Celui-ci l'encourage à étudier le droit. Il entre ensuite à l'université de Groningue en 1630, où il devint l'élève d'un autre oncle, Anton Matthäus II (de). En 1633, il publie la première édition de Emblemata Triboniani, ce qui lui permet rapidement de se faire connaître dans le domaine.
En 1634, Wissenbach accepte une chaire à l'université de Heidelberg. Entre-temps, il obtient son doctorat en droit à l'université de Marbourg. Cependant, à cause des troubles de la guerre de Trente Ans, le projet s'effondre. Il accepte donc le poste de précepteur du jeune comte Zinzendorf et l'accompagne dans un voyage qui passe par Paris, Saumur, Gand et Genève jusqu'en Angleterre.
Wissenbach revient à Franeker en 1639. En 1640, il reçoit un poste de professeur agrégé de droit civil à l'université de cette ville. En 1643, il reçoit un poste de professeur titulaire et en 1647, comme son oncle Justus Reifenberg avant lui, il est promu au poste de professeur primarius. En 1646, 1654 et 1662, il est recteur de l'université.
Un premier ouvrage, In Libros IV. Priores Codicis Dn. Justiniani Repetitae Praelectionis Commentationes Cathedrariae, un commentaire du Code de Justinien, paru en 1660, est mis à l’Index librorum prohibitorum par décret le 14 juin 1661. Un deuxième ouvrage, Disputationes juris civilis. Ad calcem adjectae sunt contradictiones juris canonici, paru en 1648, est mis à l’Index, après sa mort, par décret le 19 septembre 1718.